# Hinode
Hinode (albada en japonès), coneguda formalment com a Solar-B, és una missió de l'Agència Espacial Japonesa (JAXA) en col·laboració amb els Estats Units i el Regne Unit destinada a l'estudi del Sol. Segueix l'objectiu de la missió Yohkoh (Solar-A) i va ser llançada amb l'últim vol del coet M-V des del Centre Espacial d'Uchinoura, al Japó, el 22 de setembre de 2006 a les 21:36 GMT (06:36 del 23 de setembre JST).
La seva òrbita inicial tenia un perigeu de 280 km, un apogeu de 686 km i una inclinació de 98,3 graus, encara que el satèl·lit va maniobrar per assolir una òrbita quasi perpendicular que li permetia una observació continua del Sol. Les primeres imatges de la missió van ser capturades el 28 d'octubre de 2006.

## Instruments
El Hinode porta tres instruments principals per l'estudi del Sol:
- SOT (Solar Optical Telescope): un telescopi de mig metre per a llum visible amb una resolució angular de 0,2 arcsec.
- XRT (X-Ray Telescope): Per estudiar els components més calents de la corona solar. Serveix per fotografiar les zones més calentes (entre 0,5 i 10 milions de K) amb una resolució angular d'aproximadament 1 arcsec.
- EIS (Extreme-ultraviolet Imaging Spectrograph): per identificar els processos partícips de l'escalfament de la corona.